# Iota1 de l'Escaire
Iota¹ de l'Escaire (ι¹ Normae) és un estel múltiple situat a la constel·lació de l'Escaire. Amb magnitud aparent +4,63, és el tercer estel més brillant de la constel·lació, després de γ² de l'Escaire i ε de l'Escaire. D'acord a la nova reducció de les dades de paral·laxi d'Hipparcos, s'hi troba a 128 anys llum del sistema solar.

## Components
L'estel primari del sistema, CD-57 6235 A, té magnitud aparent +5,20. És una subgegant blanca de tipus espectral A7IV, catalogada també com A5V. Té una temperatura superficial de 7.620 K i gira sobre si mateixa amb una velocitat de rotació projectada de 175 km/s. La seva massa és gairebé el doble de la del Sol (1,94 masses solars).
La component secundària, CD-57 6235 B, té magnitud 5,76. És un estel blanc de la seqüència principal de tipus A6V. Posseeix una massa un 65% major que la massa solar i completa una òrbita entorn de la primària cada 26,9 anys. L'òrbita és molt excèntrica (e = 0,52).
Un tercer estel, CPD-57 7500 C, completa el sistema. De magnitud +8,02, empra més de 4.750 anys a completar una òrbita al voltant del parell interior. És una nana groga de tipus G8V —semblant a 61 Ursae Majoris— amb una massa inferior a la del Sol en un 12%.

## Composició química
El sistema presenta una metal·licitat —abundància relativa d'elements més pesats que l'heli— comparable a la solar ([Fe/H] = +0,01). No obstant això, l'anàlisi de diversos metalls evidencia que alguns d'ells són molt més abundants que en el Sol i uns altres són deficitaris. Així, destaquen els elevats continguts de neodimi i cobalt, aquest metall sis vegades més abundant que en el Sol. En l'altre extrem, els continguts de vanadi i estronci són molt baixos, sent l'abundància relativa d'aquest últim només un 8% de la del Sol.